# 朱阳关镇
朱阳关镇，是中华人民共和国河南省三門峽市卢氏县下辖的一个乡镇级行政单位。

## 行政区划
朱阳关镇下辖以下地区：
朱阳关村、河南村、岭东村、毛庄村、木庄村、王店沟村、王店村、杜店村、涧北沟村、莫家营村、槐树村、撞子沟村和漂池村。

## 中国传统村落
2013年8月，杜店村被评为第二批中国传统村落。